# 法尔奈
法尔奈（法語：Farnay，法語發音：[faʁnɛ]）是法国卢瓦尔省的一个市镇，位于该省东南部，属于圣艾蒂安区。

## 地理
法尔奈（45°29'37"N, 4°35'52"E）面积7.93 平方千米，位于法国奥弗涅-罗讷-阿尔卑斯大区卢瓦尔省，该省份为法国中南部省份，北起顺时针与索恩-卢瓦尔省、罗讷省、伊泽尔省、阿尔代什省、上盧瓦爾省、多姆山省和阿列省接壤。
与法尔奈接壤的市镇（或旧市镇、城区）包括：沙托讷夫、洛雷特、里沃德日耶、雅雷地区圣克鲁瓦、雅雷地区圣保罗。

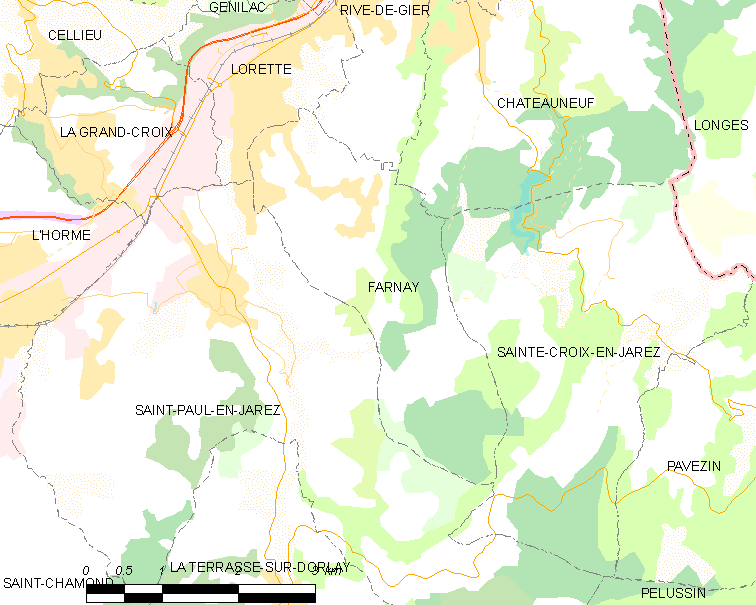
法尔奈的OSM定位图

法尔奈的时区为UTC+01:00、UTC+02:00（夏令时）。

## 行政
法尔奈的邮政编码为42320，INSEE市镇编码为42093。

## 政治
法尔奈所属的省级选区为里沃德日耶县。

## 人口

1962-2008年间法尔奈人口变化图示

法尔奈于2022年1月1日时的人口数量为1358人。